# Lucky Jim
Lucky Jim é um filme mudo norte-americano de 1909 em curta-metragem, do gênero drama, dirigido por D. W. Griffith. Ainda existem cópias conservadas do filme.